# Милан Туторов
Милан Туторов (Бели Манастир, 12. март 1923 — Зрењанин, 13. новембар 2011) је био драмски писац, позоришни радник, књижевни историчар и редитељ.

## Биографија
Рођен је 12. марта 1923. у Белом Манастиру. Основну школу је завршио на Државном добру „Беље”, а гимназију у Осијеку 1941. године. Априла исте године се преселио у Београд где је радио на Савском пристаништу као обалски радник и повезао се са организаторима и носиоцима народноослободилачког покрета Југославије. На пролеће 1942. се преселио у Зрењанин, а следеће године је ступио у партизанску јединицу која је изводила акције у околини Зрењанина. Завршетак Другог светског рата је дочекао у чину капетана, као комесар Четвртог батаљона тринаесте војвођанске бригаде. Одликован је Орденом за храброст и Орденом заслуга за народ са сребрном звездом. Од 1946. до 1950. је радио у Комитету за културу владе ФНРЈ. На Факултет драмских уметности Универзитета уметности у Београду се уписао 1950. године када је и обављао послове помоћног редитеља у Југословенском драмском позоришту. Као редитељ је радио у Народном позоришту у Суботици 1951—1952. и у Народном позоришту „Тоша Јовановић” 1953. Био је директор Историјског архива Зрењанин 1954—1960. Као управник је радио у Народном позоришту „Тоша Јовановић” 1964—1968, када је и пензионисан. Књижевни рад је започео са прозом, објавио је десетак приповедака и неколико покушаја у стиху. Публиковао је и низ фељтонских записа о људима и догађајима из ближе и даље прошлости Баната. Написао је десетину драмских текстова међу којима су На степеништу, Подземни шетачи (прерађено у Ватре без пепела), Звезде у џеповима, Између два воза (прерађено у Беспомоћни), Нови анђео (прерађено у Курјаково јутро) и Оптимистички мизантроп. Највише успеха је имала његова „полукомедија” Пукотина раја са којом је награђен на конкурсу Културно-просветне заједнице Војводине 1958. године. Изведена је на неколико сцена у Југославији, на радију и на Телевизији Београда, преведена је на македонски, албански, словеначки, мађарски, бугарски и румунски језик. По њој је Владимир Погачић 1959. снимио истоимени филм. У Српском народном позоришту је изведена 1959. године. Тематика већине његових драма је из савременог живота: однос између мушкарца и жене у браку, сукоб међу генерацијама, несагласност идеала и стварности. Обрађивао је и теме из народноослободилачког рата. За резултате у драмској књижевности је награђен наградом ослобођења Зрењанина 1969. Аутор је књига Мала Рашка, а у Банату и Сева муња, биће опет буна. Преминуо је 13. новембра 2011. после дуже болести у Зрењанину и сахрањен је на Новом гробљу.

## Радови
- Ко умије њему ниједна 1949.
- Пукотина раја 1958.
- Крајпуташ за троје
- Курјаково јутро 1970.
- Пукотина раја 1970.
- Беспомоћни 1971.
- Риђан крилати 1981.
- Жарко 1982.